# Kostas Tsimikas
Konstantinos „Kostas“ Tsimikas (griechisch Κωνσταντίνος „Κώστας“ Τσιμίκας, * 12. Mai 1996 in Thessaloniki) ist ein griechischer Fußballspieler. Der linke Außenverteidiger steht beim FC Liverpool unter Vertrag und ist griechischer Nationalspieler.

## Karriere

### Verein
Der in Thessaloniki geborene Tsimikas wechselte im Sommer 2014 in die Jugendabteilung von Olympiakos Piräus, nachdem er zuvor für die Nachwuchsmannschaften von Neapoli Thessaloniki und Panserraikos gespielt hatte. Sein Debüt für die erste Mannschaft gab er am 28. Oktober 2015 beim 2:2-Pokalsieg gegen AO Platanias. Sein erstes Spiel in der höchsten griechischen Spielklasse bestritt er am 19. Dezember 2015 (15. Spieltag) beim 2:0-Auswärtssieg gegen die AEL Kallonis, als er in der 74. Spielminute für Omar Elabdellaoui eingewechselt wurde. In der Saison 2015/16 bestritt der linke Außenverteidiger drei Ligaspiele sowie sechs Pokalpartien und wurde mit der Mannschaft griechischer Meister.
Nachdem er in der folgenden Spielzeit 2016/17 nur einem Ligaspiel und zwei Pokalpartien eingesetzt wurde, wurde Tsimikas am 28. Dezember 2016 an den dänischen Erstligisten Esbjerg fB ausgeliehen. Dort gab er am 17. Februar 2017 (22. Spieltag) beim 3:0-Heimsieg gegen den SønderjyskE sein Debüt. In diesem Spiel erzielte er ein Tor und bereitete einen weiteren Treffer vor. Bei Esbjerg wurde er regelmäßig in der Startformation berücksichtigt und kehrte am Ende der Saison 2016/17 nach Piräus zurück. In 13 Ligaspielen hatte er zwei Tore und zwei Vorlagen gesammelt.
Am 30. Juni 2017 wurde er für die gesamte Saison 2017/18 an den niederländischen Ehrendivisionär Willem II Tilburg ausgeliehen. Dort debütierte er am 13. August 2017 (1. Spieltag) bei der 1:2-Heimniederlage gegen Excelsior Rotterdam. Bei den Tricolores stieg er rasch zum Stammspieler auf. Am 20. September erzielte Tsimikas beim 4:2-Auswärtssieg gegen den CSV Apeldoorn im KNVB Beker zwei Tore und bereitete ein weiteres Tor vor. Insgesamt absolvierte er 33 der 34 möglichen Ligaspiele und konnte in diesen drei Tore erzielen und drei weitere Treffer vorbereiten.
Zurück bei Olympiakos verpasste er in der Saison 2018/19 den endgültigen Sprung in die Startformation und bestritt nur 15 Ligaspiele, in denen er kein Tor beisteuern konnte. In der UEFA Europa League 2018/19 stand er jedoch regelmäßig in der Startformation, genauso wie im Pokal. Als unumstrittener Stammspieler etablierte er sich in der darauffolgenden Spielzeit 2019/20 und absolvierte mit dem Verein die Gruppenphase der UEFA Champions League 2019/20, die mit dem dritten Tabellenplatz endete und den Verein für die K.-o.-Phase der UEFA Europa League 2019/20 qualifizierte. Tsimikas erweckte im Lauf der Saison mit guten Leistungen in der Liga und im internationalen Geschäft das Interesse diverser größerer Vereine.
Am 10. August 2020 wechselte Tsimikas zum FC Liverpool, wo er einen langfristigen Vertrag unterzeichnete.

### Nationalmannschaft
Im September 2014 spielte Tsimikas erstmals für die griechische U19-Nationalmannschaft. Im Juli 2015 nahm er mit der Auswahl an der U19-Europameisterschaft 2015 im eigenen Land teil. In der Gruppenphase bestritt er alle drei Spiele und auch bei der 0:4-Halbfinalniederlage gegen Russland stand er auf dem Platz. Nach dem Turnier wurde er nach 13 Länderspielen nicht mehr einberufen. Von September 2016 bis November 2018 absolvierte er 17 Spiele für die U21, in denen er zwei Mal treffen konnte.
Am 12. Oktober 2018 debütierte Tsimikas beim 1:0-Heimsieg gegen Ungarn in der UEFA Nations League 2018/19 für die A-Nationalmannschaft und bereitete den einzigen Treffer von Konstantinos Mitroglou vor.

## Erfolge
Olympiakos Piräus
- Griechischer Meister (2): 2016, 2017
- Griechischer Pokalsieger: 2015

FC Liverpool
- Englischer Meister: 2025
- Englischer Pokalsieger: 2022
- Englischer Ligapokalsieger (2): 2022, 2024